# Султан, Хамуд
Хамуд Султан Матхкур (араб. حمود سلطان‎; род. 1 января 1958, Мухаррак) — бахрейнский футболист, игравший на позиции вратаря.

## Биография

### Игровая карьера
На протяжении футбольной карьеры с 1974 по 1998 годы играл за «Аль-Мухаррак», в составе которого 9 раз выиграл чемпионат Бахрейна и 12 раз стал обладателем Кубка Бахрейна.
Играл за сборную Бахрейна с 1975 по 1998 годы.
В 1994 году получил награду как Лучший вратарь Азии, а также трижды получал награду на трёх Кубках Арабского залива.

### Телевизионная карьера
Работает футбольным экспертом на канале «Аль-Касс» в Катаре.

## Достижения

### Командные
«Аль-Мухаррак»
- Чемпион Бахрейна (9): 1975–76, 1979–80, 1982–83, 1983–84, 1985–86, 1987–88, 1990–91, 1991–92, 1994–95;
- Обладатель Кубка Бахрейна (12): 1974, 1975, 1978, 1979, 1983, 1984, 1989, 1990, 1993, 1995, 1996, 1997
- Обладатель Суперкубка Бахрейна (1): 1995

### Личные
- Лучший вратарь Азии (1) : 1994
- Лучший вратарь Кубка Арабского залива (3) : 1976, 1990, 1996.